# Détecteur à photoionisation

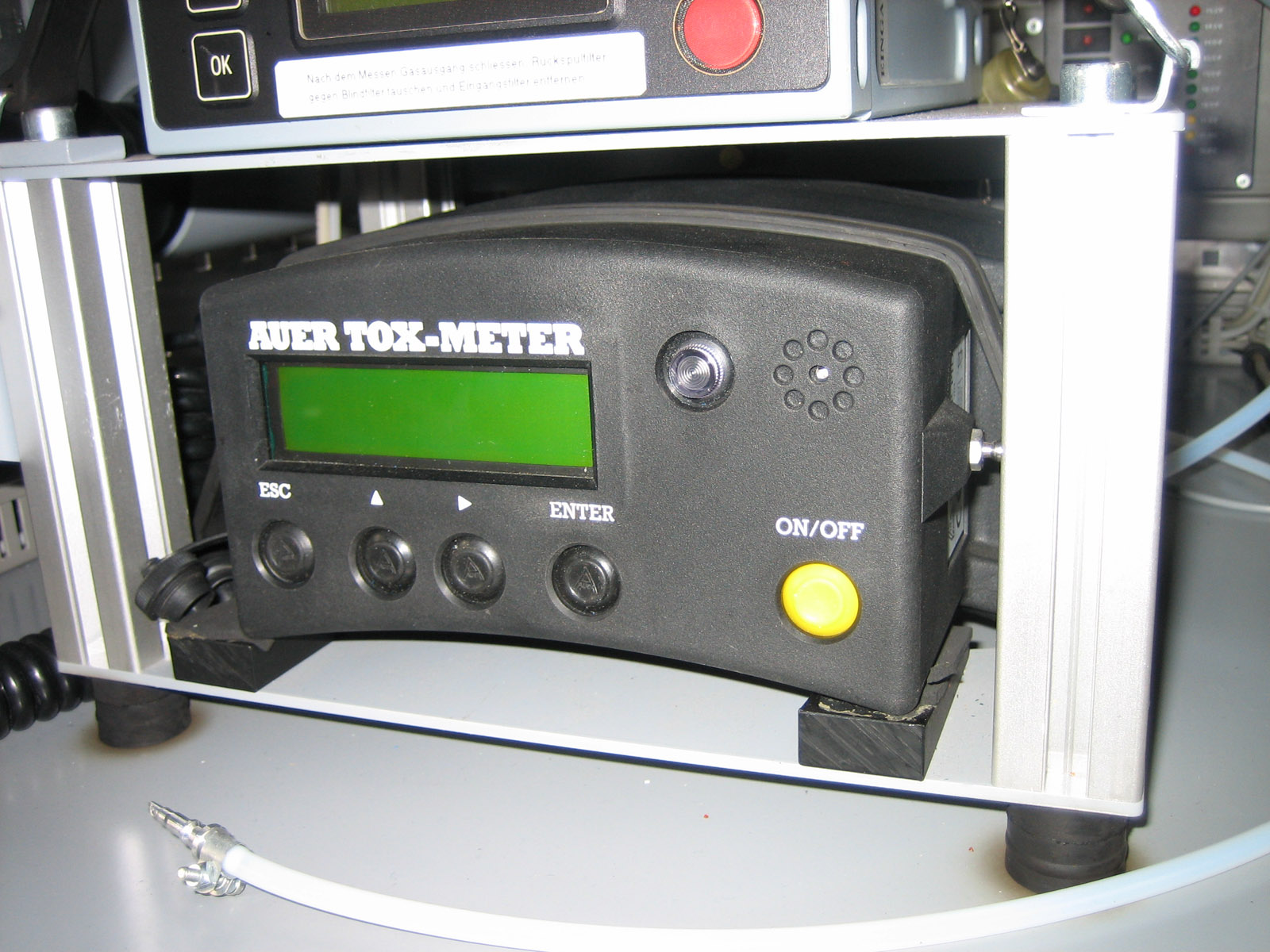
Un détecteur à photoionisation (la sonde apparaît devant l'appareil qui mesure et affiche les concentrations de gaz).

Un détecteur à photoionisation (en anglais, PhotoIonization Detector : PID) permet de connaître la composition d’un gaz. Cet instrument mesure les COV et les autres gaz pour des concentrations allant de 1 ppb à 10 000 ppm. Il permet de connaître la composition d'un gaz immédiatement et de la contrôler en continu. Les détecteurs à photoionisation sont largement employés dans l'industrie et l'armée. En 2011, c'est le détecteur de gaz le plus efficace et le moins cher.
Il est notamment utilisé pour :
- la mesure de niveaux minimum d'exposition ;
- la détection de l'ammoniac ;
- la manutention de matériaux dangereux ;
- les enquêtes sur les incendies d'origine criminelle ;
- l'hygiène et la sécurité industrielle ;
- la qualité de l'air intérieur (QAI) ;
- l'identification de sols pollués (dépollution) ;
- l'entretien des salles blanches.

## Principe
Un détecteur à photoionisation est un détecteur d'ions utilisant des photons énergétiques (par exemple dans la gamme des ultraviolets) pour ioniser les molécules de gaz. Le gaz est bombardé par des photons, ce qui permet d'arracher des électrons aux molécules du gaz, les transformant ainsi en cations. Le gaz est alors ionisé (on parle de plasma), ce qui permet l'établissement d'un courant électrique, qui est le signal de sortie. Ce courant est alors amplifié et affiché sur un ampèremètre.

## Applications
Un détecteur à photoionisation ne détecte que les composants qui ont une énergie d'ionisation inférieure ou égale à l'énergie des photons émis par le détecteur. Cette sélectivité peut être utile pour rechercher un composant spécifique dans un mélange gazeux.
Ce type de détecteur est non destructif, car il ne modifie pas les composés qu'il détecte. Il peut par conséquent être utilisé en amont d'autres détecteurs.